# Chiesetta di San Michele (Caldogno)
La chiesetta di San Michele o semplicemente chiesa longobarda è un edificio religioso che sorge nel comune di Caldogno, in provincia di Vicenza.
Eretta in epoca longobarda, è stata più volte distrutta e ricostruita tanto che non è chiaro quanto, della struttura originaria, sia effettivamente rimasto. Un tempo non vicina al cimitero, con il tempo le è stato costruito attorno per spostarlo dalla chiesa di San Giovanni Battista, l'attuale chiesa parrocchiale.

## Storia

### Datazione

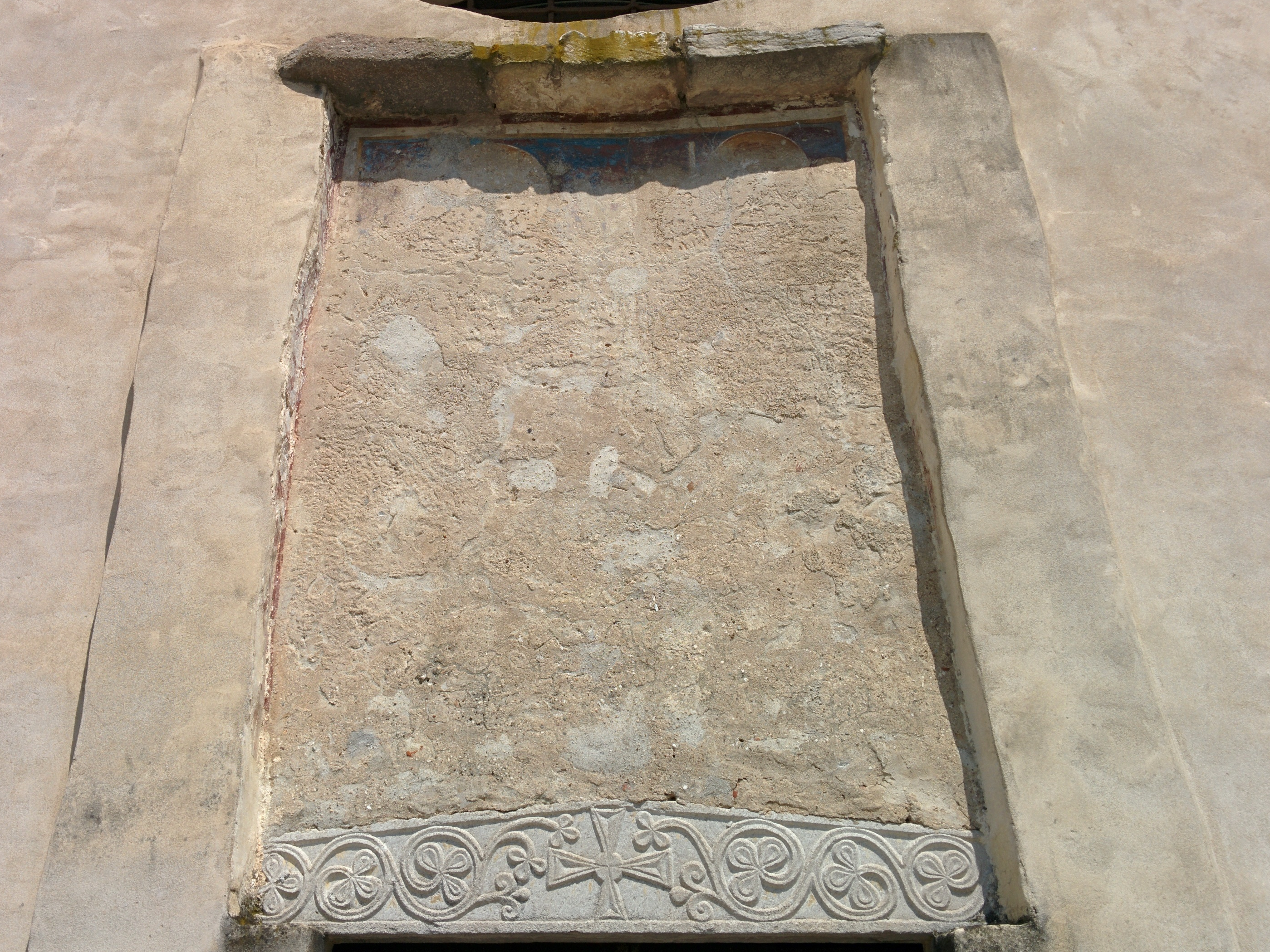
Affresco e architrave della facciata

L'elemento che di gran lunga aiuta nella datazione è l'architrave della porta principale, la cui decorazione è indubbiamente di fattezza longobarda. Molti autori lo usano come elemento per affermare che l'intera struttura sia stata costruita prima della metà dell'VIII secolo in sostituzione di un edificio in legno della seconda metà del VI secolo. L'intitolazione a San Michele conferma questa datazione visto che il santo titolare è uno dei principali a cui i Longobardi erano devoti. Altre figure particolarmente care ai conquistatori erano san Martino di Tours, Cristo, la Vergine e Sant'Agata, tutte rappresentate negli affreschi all'interno.
Altro elemento fondamentale è la presenza di una cornice a dente di sega che, come ricorda il Cevese, è da inquadrare nel XV secolo.
Non è da dimenticare la possibilità e il fatto che la chiesetta sia stata più volte distrutta e che la struttura attuale altro non sia che il risultato di una serie di rifacimenti (tardoromantico o protogotico) costruiti con le macerie della struttura precedente. Il fatto inoltre che nel XIV secolo vennero affrescate figure appartenenti alla cultura longobarda fa pensare che l'autore di tale opere si sia dovuto ispirare a qualche pittura presente in precedenza e che è venuta a mancare durante i rifacimenti vari.
L'abisde ad est rimane comunque una caratteristica tipica delle strutture paleocristiane primitive, fatto che si ritrova anche nell'originaria chiesa parrocchiale di San Giovanni Battista.

### Il tentativo di abbattimento
Per alcuni risulta interessante il tentativo di abbattimento avvenuto nel 1927.
In quell'anno si iniziò la demolizione della Chiesetta pericolante arrivando ad abbattere l'abside fino a circa 3 metri dal terreno. I lavori si dovettero fermare con l'arrivo di un telegramma di Fogolari, il Sopraintendente all'arte medioevale e moderna di Venezia che ordinava la sospensione dei lavori per la necessità di un sopralluogo. A questo punto cominciò un acceso scambio epistolare. Il 16 maggio Fogolari accusa il podestà di allora di aver compiuto una «palese irriverenza ad una singolare memoria locale». Il 23 maggio gli viene ulteriormente ricordato che «non doveva ignorarsi l'esistenza di questa Sopraintendenza, alla quale solo compete in modo inappellabile il giudizio in materia» e il 31 maggio si aggiunge anche il conte Bonin Longare, presidente della Commissione Provinciale ai Monumenti, il quale deve «unire la sua voce a quella dell'Autorità Artistica per deprecarne la demolizione, che sarebbe di grave pregiudizio alla storia dell'arte».
Di fronte ai consigli di restauro di Fogolari e Longare il podestà risponde con alcune proposte che prevedevano tutte la demolizione (salvo però mantenere le fondamenta) a cui tutti prontamente rifiutarono. Il 12 giugno ribadisce però che «’Autorità Religiosa locale, i maggiorenti del paese, e la popolazione tutta, si dimostrano del tutto contrari alla conservazione del sacello, anche per il fatto che la esistenza ulteriore di questo darebbe una nota antiestetica al Cimitero"; e questo lo afferma dopo aver scritto in precedenza: "di fronte all'opinione pubblica che reclama l'abbattimento non posso rimaner tranquillo e temo che malintenzionati possano provocare la ruina completa di quanto esiste».
Dopo ulteriori insistenze, il 2 agosto il podestà si attivò per restaurarla.

## Descrizione
La chiesa è completamente circondata dal cimitero che fu spostato lì il 30 agosto 1809 dal sito precedente, ovvero attorno alla chiesa parrocchiale, dopo che venne esteso anche in Italia l'editto napoleonico di Saint-Cloud che vietava la sepoltura nei luoghi abitati. I continui lavori del cimitero, dovuti alla sistemazione e all'arrivo di nuovi defunti, alzarono il livello generale del cimitero e la chiesetta si trova ora a circa 70 cm sotto il livello del terreno.
La muratura è abbastanza eterogenea dovuta probabilmente al fatto che sono stati usati materiali di recupero. I vari materiali, che vanno da mattoni grezzi a piccoli cubi di pietra, sono legati da strati di malta abbondante.
La porta principale presenta un concio che funge da architrave lungo 125 cm e alto 22 cm al centro e 17 cm ai lati. È il principale elemento di datazione dell'edificio.
Oltre alla porta principale nel lato ovest è presente una porta secondaria sul lato sud di forma rettangolare all'interno e arcuata a tutto sesto all'esterno. La finestra visibile è stata eseguita dopo la costruzione primitiva. Le uniche altre fonti di illuminazione sono tre finestrelle a doppio sguancio nell'abside e una finestrella ovale sopra l'entrata.

### Una costruzione imperfetta e le misure

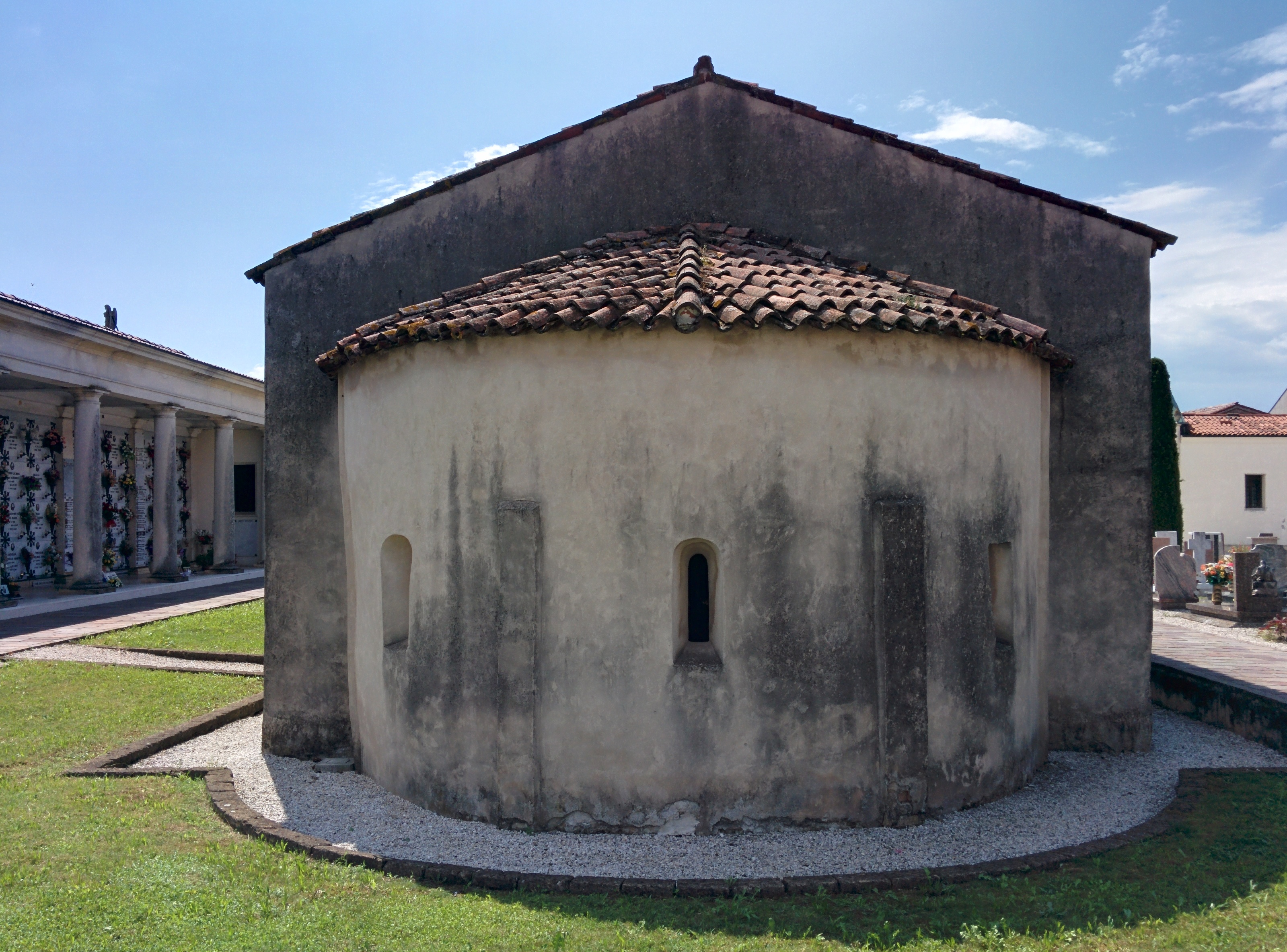
Abside (sono leggermente visibili i difetti di costruzione)

La costruzione dell'edificio, eseguita quasi sicuramente da un capomastro locale con l'uso di inesperti manovali e manodopera volontaria, tradisce una certa antichità per via di molte inesattezze nelle misure e il fatto che le pareti, soprattutto all'interno, presentano rigonfiamenti e rientranze che denotano un non utilizzo del filo a piombo.
Tale caratteristica di mancata precisione si può notare molto bene nell'innesto dell'abside alla navata dove, all'esterno, è presente uno strapiombo di 20 cm e la parete a sud è più corta di 8 cm rispetto di quella a nord.
Irregolare è anche lo spessore del muro: nella facciata è largo 66 cm, nel lato sud 74 cm e nell'abside 72 cm. I muri all'interno presentano un progressivo assottigliamento verso l'alto.
Nella navata la parete sud è lunga 10,50 m mentre quella nord misura 10,60 m. Le larghezze sono di 5,60 m nel lato dell'ingresso e 5,83 cm (quindi 23 cm in più) nel lato absidale. Quest'ultimo è leggermente ellittico, con un’apertura di 4,10 m e una profondità di 2,70 m.

## Gli affreschi
Nella chiesetta sono rimasti sei tracce di affreschi, tutti molto deteriorati e mancanti di una o più parti che impediscono di dire con esattezza cosa rappresentassero.
L'autore di tali opere sembra sia Nicola da Venezia che le dipinse nel 1343.

### Descrizione
L'unico affresco all'esterno è posto sopra la porta d'ingresso ed è molto rovinato a causa delle intemperie e alla mancanza di qualsiasi protezione. L'unico tratto in cui è rimasto del colore è la parte più alta, quella maggiormente protetta dalla cornice superiore. Esso Raffigura la Vergine con il braccio il Bambino che vengono osservati da San Michele.
All'interno sono presenti gli altri affreschi. L'affresco all'interno della facciata a destra della porta principale raffigura la Vergine che tiene il Bambino insieme ad un San Martino di Tours dalla spada sguainata. Tale opera è stata deturpata dal furto, avvenuto intorno al 1973, che ha asportato la figura di Gesù, facilitato anche dell'infiltrazione dell'umidità che ha aiutato la malta a staccarsi.
Alcune tracce di un affresco si possono intravedere a destra della porta laterale, le cui dimensioni sono pressoché indefinibili dal momento che tutta la parte verso l'abside è completamente cancellata. Sembra esserci rappresentata una figura ignota con un ricco vestito.
Nella nicchia a destra dell'abside è presente una danneggiata immagine della Vergine.
Nell'emiabside destro, probabilmente accanto all'affresco della parete sud ma ora visibilmente separato, è presente l'immagine di un profeta con un rotolo svolto nella mano sinistra.
Nell'altra parte dell'abside è presente l'affresco maggiormente conservato, ma che manca comunque di tutta la parte inferiore. Esso raffigura tre persone: a sinistra il Cristo con un'aureola rossiccia, separato dalle altre due tramite una cornice bianca, con in mano un libro che simboleggia la legge; al centro un angelo guerriero, probabilmente San Michele, quasi identico alla figura dall'altra parte dell'abside e nella facciata; a destra Sant'Agata.